# Ajuntament de Hilversum
L'Ajuntament de Hilversum (en neerlandès, Raadhuis Hilversum), és un edifici, qualificat de monument nacional, dissenyat per Willem Marinus Dudok per fer la funció de seu del consell municipal de Hilversum, als Països Baixos. La construcció fou finalitzada el 1931 És considerat el gran exemple de l'obra de Dudok i és reconegut internacionalment com un dels edificis més influents del seu temps.

## Planificació
Dudok va esdevenir el director d'obres públiques de Hilversum el 1915. Inicialment, va dissenyar un edifici tradicional amb l'objectiu que es pogués construir al centre de la ciutat. No obstant això, l'esclat de la Primera Guerra Mundial va provocar una manca de finançament que n'evità la seva construcció. El 1924, Dudok va presentar els primers esbossos basats en un nou disseny, que situava l'edifici en un lloc elevat al nord-oest del centre de la ciutat. Aquesta localització, que no limitava l'edifici en la seva forma o altitud, va permetre a Dudok una llibertat en expressar les seves capacitats. L'edifici està situat al mig d'un parc i s'aixeca envoltat d'aigua, emfatitzant el caràcter de ciutat jardí que Hilversum volia aconseguir.

## L'edifici
L'edifici de l'ajuntament té dos patis, que recorden d'alguna manera els primers dissenys de Frank Lloyd Wright: un pati interior evoltat d'oficines i un segon pati envoltat d'espais baixos i creuat per un camí de serveis. Aquesta estructura remarcable i única en molts aspectes fou completada el 1931, quan Dudok era l'arquitecte municipal de Hilversum, i tingué una acollida entusiasta pels habitants de Hilversum degut al seu equilibri entre forma i funció, bona obra i l'alta qualitat en els acabats i els materials usats. No obstant això, Dudok ha rebut algunes crítiques en fer una obra amb tocs modernistes sense ser-ho completament. Ara bé, el resultat final és considerat per a molts com una combinació harmònica de la forma, funció, art i necessitat humana, i en aquest sentit, es considera l'ajuntament de Hilversum com un dels edificis més exitosos en la història del moviment modernista.

## Història posterior
Durant la Segona Guerra Mundial, l'ajuntament de Hilversum es va fer servir com a seu de la Wehrmacht alemanya, i per això fou necessari camuflar-ne la seva torre prominent. El so de la seva campana s'emetia en directe cada hora a les emissores de ràdio públiques fins als anys seixanta, cosa que reflectia el paper de la ciutat com la seu principal dels mitjans de comunicació dels Països Baixos. Entre el 1989 i el 1995, l'edifici fou restaurat. La restauració no fou exempta de conflictes, ja que es va proposar de pagar-la amb la venda d'un quadre de Piet Mondrian que venia d'Amersfoort.